# 보스턴 미술관
보스턴 미술관(Museum of Fine Arts, Boston)은 미국 매사추세츠주 보스턴의 미술관이다. 뉴욕의 메트로폴리탄 미술관, 시카고의 시카고 미술관과 함께 미국의 3대 미술관 중 하나로 손꼽힌다.
보스턴 미술관은 세계에서 20번째로 큰 미술관으로, 8161점의 그림과 45만 점 이상의 작품들이 전시되어 있다고 한다. 2019년 기준 한 해 방문자 수가 120만 명으로, 세계에서 52번째로 많이 방문했다.
1870년에 지방 유지에 의하여 설립되어, 미국 독립 100주년이 되는 1876년에 개관했다. 왕실이나 대부호의 수집품으로 구성된 미술관과는 달리, 아무것도 없는 상태에서 민간 조직으로 설립·운영되어 왔다는 점은 뉴욕의 메트로폴리탄 미술관과 유사하다. 소장품은 50여만 점으로, ‘고대’, ‘유럽’, ‘아시아, 오세아니아, 아프리카’, ‘미국’, ‘현대’, ‘판화, 소묘, 사진’, ‘염직, 의상’, ‘악기’의 8부문으로 갈라진다. 
이집트 미술품이나 프랑스 인상주의 작품이 특히 충실하며, 그 중에서도 클로드 모네의 작품은 총 38점을 소유하여 최대 규모로 꼽힌다. 동양 미술 소장품도 상당하여 한국 미술, 중국 미술, 일본 미술의 동양 3국에 별도의 전시실을 마련하였으며, 중국의 송대 수묵화와 수채화, 일본의 우키요에, 한국의 도자기와 병풍화가 대표적인 소장품으로 남아 있다.
박물관은 매일 오전 10시부터 오후 5시까지 개방한다. 화요일 제외.

## 역사

### 1870-1907
보스턴 미술관은 1870년에 설립되었고, 처음에는 미국에서 가장 오래된 도서관 중 하나인 보스턴 애서니움의 가장 높은 층에 있었다. 초기 소장품들의 대부분은 애서니움 아트 갤러리에서 가져왔다.